# ایگور دمیتریف
ایگور بوریسوویچ دمیتریف (روسی: И́горь Бори́сович Дми́триев؛ ۱۹۲۷–۲۰۰۸) بازیگر اهل اتحاد جماهیر شوروی بود که تخصصش در ایفای نقش‌های اشرافی بود.

## زندگی‌نامه
ایگور دمیتریف متولد ۲۹ مه ۱۹۲۷ در لنینگراد بود. او توسط مادر، پدربزرگ و مادربزرگش تربیت شد و با آن‌ها در آپارتمانی واقع در خیابان کالینینا، شماره ۱۱، واحد ۲۹ زندگی می‌کرد. به گفته‌ی خودش، پدرش را که بوریس پترویچ دیمیتریف (۱۹۰۶–۱۹۵۸) نام داشت و یک قایقران بود، به‌خوبی به خاطر نمی‌آورد، چرا که والدینش اندکی پس از تولد او از یکدیگر جدا شدند. مادرش، النا ایلینیچنا تاوبر (۱۹۰۵–۱۹۸۴)، که اصالتی یهودی داشت، بالرین بود و از مدرسهٔ باله پتروگراد زیر نظر آگریپینا واگانووا فارغ‌التحصیل شده بود. او در موزیک‌هال تحت نظر کاسیان گولیزوفسکی، همچنین در گروه بالهٔ یکاترینبورگ و در سیرک فعالیت داشت — و در برنامهٔ نمایشی «اسب‌ها و رقاصه‌ها» اجرا می‌کرد. همچنین رقص‌های تاریخی و اجتماعی را در مدرسهٔ رقص کلاسیک پرم تدریس می‌نمود. سیرک برای ایگور یکی از پررنگ‌ترین و خاطره‌انگیزترین تجربه‌های دوران کودکی‌اش بود. علاقه‌ی جدی دیگر او تئاتر بود. در هفت‌سالگی اجرای خود را در برنامه‌های آماتوری مدرسه و در گروه آواز و رقص کاخ پیش‌آهنگان لنینگراد آغاز کرد؛ گروهی که زیر نظر ایساک دونایوسکی اداره می‌شد.
با آغاز جنگ بزرگ میهنی، ایگور دمیتریف همراه با مادر و خاله‌اش به روستای «نژنیا کوریا» در استان مولوتوف رفتند. او در آنجا در باشگاه کارکنان رودخانه، شعر می‌خواند، آواز می‌خواند، می‌رقصید و در کنسرت‌هایی که برای سربازان مجروح در بیمارستان‌های نظامی برگزار می‌شد، شرکت می‌کرد.
در سال ۱۹۴۳، ایگور دیمیتریف مطلع شد که در کنار تئاتر دراماتیک پرم یک استودیوی تئاتر راه‌اندازی شده و برای آزمون ورودی به آنجا رفت. در امتحان، صحنه‌هایی از نمایش «نقاب» اثر میخائیل لرمانتف را اجرا کرد و به‌دلیل نبودن همبازی، هم نقش آربنین و هم نقش نینا را خودش اجرا نمود. پس از پایان جنگ، مدتی در مولوتوف زندگی کرد، جایی که مادرش از سال ۱۹۴۶ در مدرسه‌ی دولتی رقص کلاسیک مولوتوف، که همان سال افتتاح شده بود، تدریس می‌کرد. مدتی بعد تصمیم قطعی گرفت که وارد رشته‌ی تئاتر شود. او هم‌زمان به چند مؤسسه‌ی آموزشی درخواست داد. در مؤسسه سینمایی گراسیموف و مدرسه‌ی واهتانگوف پذیرفته نشد، اما در تئاتر مالی و موسسه هنرهای تئاتر روسیه پذیرفته شد. همچنین موفق به ورود به مدرسه-استودیوی هنرستان تئاتر مسکو نیز شد.

## گزیدۀ نقش‌آفرینی‌ها
- هابیت
- ماجراهای شرلوک هلمز و دکتر واتسون
- آنا پاولوا
- هملت
- تپلی‌های پردردسر